# 劉方舟
劉方舟（1995年12月12日—）来自天津，是中華人民共和國的網球選手。2017年4月24日，她達到了自己的最佳單打排名世界第127位。2014年6月16日，她在雙打排名中達到了第919位。